# Sciez
Sciez és un municipi francès situat al departament de l'Alta Savoia i a la regió d'Alvèrnia-Roine-Alps. L'any 2007 tenia 5.056 habitants.

## Demografia

### Població
El 2007 la població de fet de Sciez era de 5.056 persones. Hi havia 2.039 famílies de les quals 567 eren unipersonals (207 homes vivint sols i 360 dones vivint soles), 594 parelles sense fills, 686 parelles amb fills i 192 famílies monoparentals amb fills.
La població ha evolucionat segons el següent gràfic:
Habitants censats

### Habitatges
El 2007 hi havia 2.762 habitatges, 2.080 eren l'habitatge principal de la família, 538 eren segones residències i 144 estaven desocupats. 2.109 eren cases i 634 eren apartaments. Dels 2.080 habitatges principals, 1.480 estaven ocupats pels seus propietaris, 541 estaven llogats i ocupats pels llogaters i 59 estaven cedits a títol gratuït; 42 tenien una cambra, 194 en tenien dues, 364 en tenien tres, 515 en tenien quatre i 965 en tenien cinc o més. 1.816 habitatges disposaven pel capbaix d'una plaça de pàrquing. A 914 habitatges hi havia un automòbil i a 1.054 n'hi havia dos o més.

### Piràmide de població
La piràmide de població per edats i sexe el 2009 era:
| Homes | Edats   | Dones |
| ----- | ------- | ----- |
| 0     | 95 o +  | 4     |
| 0     | 90 a 94 | 8     |
| 12    | 85 a 89 | 24    |
| 32    | 80 a 84 | 32    |
| 56    | 75 a 79 | 64    |
| 68    | 70 a 74 | 92    |
| 76    | 65 a 69 | 84    |
| 96    | 60 a 64 | 52    |
| 96    | 55 a 59 | 100   |
| 136   | 50 a 54 | 108   |
| 172   | 45 a 49 | 168   |
| 168   | 40 a 44 | 176   |
| 224   | 35 a 39 | 208   |
| 180   | 30 a 34 | 204   |
| 104   | 25 a 29 | 176   |
| 96    | 20 a 24 | 80    |
| 96    | 15 a 19 | 144   |
| 148   | 10 a 14 | 204   |
| 184   | 5 a 9   | 124   |
| 160   | 0 a 4   | 128   |

## Economia
El 2007 la població en edat de treballar era de 3.336 persones, 2.592 eren actives i 744 eren inactives. De les 2.592 persones actives 2.372 estaven ocupades (1.249 homes i 1.123 dones) i 220 estaven aturades (104 homes i 116 dones). De les 744 persones inactives 217 estaven jubilades, 251 estaven estudiant i 276 estaven classificades com a «altres inactius».

### Ingressos
El 2009 a Sciez hi havia 2.058 unitats fiscals que integraven 5.115,5 persones, la mediana anual d'ingressos fiscals per persona era de 23.959 €.

### Activitats econòmiques
Dels 233 establiments que hi havia el 2007, 6 eren d'empreses alimentàries, 2 d'empreses de fabricació de material elèctric, 1 d'una empresa de fabricació d'elements pel transport, 4 d'empreses de fabricació d'altres productes industrials, 38 d'empreses de construcció, 43 d'empreses de comerç i reparació d'automòbils, 6 d'empreses de transport, 28 d'empreses d'hostatgeria i restauració, 4 d'empreses d'informació i comunicació, 6 d'empreses financeres, 16 d'empreses immobiliàries, 34 d'empreses de serveis, 26 d'entitats de l'administració pública i 19 d'empreses classificades com a «altres activitats de serveis».
Dels 71 establiments de servei als particulars que hi havia el 2009, 1 era una oficina de correu, 2 oficines bancàries, 1 funerària, 5 tallers de reparació d'automòbils i de material agrícola, 2 paletes, 5 guixaires pintors, 8 fusteries, 9 lampisteries, 7 electricistes, 3 empreses de construcció, 4 perruqueries, 1 veterinari, 16 restaurants, 5 agències immobiliàries, 1 tintoreria i 1 saló de bellesa.
Dels 17 establiments comercials que hi havia el 2009, 1 era una gran superfície de material de bricolatge, 2 botiges de menys de 120 m², 5 fleques, 2 carnisseries, 1 una peixateria, 1 una botiga de roba, 2 botigues de material esportiu, 1 una botiga de material de revestiment de parets i terra, 1 una perfumeria i 1 una joieria.
L'any 2000 a Sciez hi havia 39 explotacions agrícoles que ocupaven un total de 450 hectàrees.

## Equipaments sanitaris i escolars
Els 2 equipaments sanitaris que hi havia el 2009 eren farmàcies.
El 2009 hi havia 2 escoles elementals.

## Poblacions més properes
El següent diagrama mostra les poblacions més properes.